# Southern Baptist Convention
De Southern Baptist Convention is het grootste protestantse kerkgenootschap in de Verenigde Staten. Met zijn 14 miljoen leden is het het op een na grootste kerkgenootschap in de VS; alleen de Rooms-Katholieke Kerk is groter.

## Geschiedenis
Baptisten zetten voor het eerst voet op Amerikaanse bodem in New England. De eerste baptistenkerk werd in 1639 op Rhode Island gesticht. In het zuiden kregen de baptisten vaste voet aan de grond aan het einde van de 17e eeuw. Met name door middel van evangelisatie groeide de baptistenkerk en ontstonden er kerkgenootschappen, die vaak aan een bepaalde regio waren gebonden.
In 1814 werd de eerste landelijke organisatie gevormd, de Baptist Board for Foreign Missions. Dit ging echter wel gepaard met de nodige geboorteweeën. In naam stond de organisatie neutraal tegenover slavernij, maar verschillende van haar leiders zetten zich in voor de afschaffing daarvan. Om de proef op de som te nemen solliciteerde James E. Reeve, een slavenhouder, bij de organisatie om als zendeling uitgezonden te worden. Hij werd afgewezen met als reden het beroep dat hij uitoefende. Ook waren er andere factoren van ongenoegen, zoals de kerkstructuur. Baptisten in het zuiden splitsten zich af en vormden op 8-12 mei 1845 de Southern Baptist Convention.
Door de geschiedenis heen hebben verschillende conflicten gespeeld binnen de beweging. Het recentste conflict is tussen de fundamentalistische en de liberale stroming (lees: modern staat hier niet noodzakelijkerwijs gelijk aan vrijzinnig). Dit conflict speelt sinds 1979.
De landelijke structuur van de Southern Baptist Convention is top-down. De president van de conventie benoemt leden in het Committee on Committees, dat op zijn beurt weer mensen nomineert voor de jaarlijkse vergadering, die op haar beurt weer leden benoemt op vrij gekomen posities, zoals de besturen van seminaries.
In 1979 slaagde de conservatieve stroming erin om Adrian Rogers als president benoemd te krijgen. In de jaren 80 slaagde deze stroming er verder in haar mensen op sleutelposities te krijgen. Dit zorgde voor een langzame verschuiving van de standpunten van de kerk ten aanzien van bijvoorbeeld abortus (minder pro-choice en meer pro-life).
Ook de scheiding van kerk en staat komt onder druk te staan. Tot 1979 was deze doctrine breed geaccepteerd en stond niet ter discussie. Enkele nieuwe leiders van het kerkgenootschap hebben echter aangegeven zich hier niet aan gebonden te voelen.
De liberale stroming binnen de Southern Baptist Convention is zich echter op haar beurt ook weer gaan organiseren en in 1987 vormde een aantal kerken, de Cooperative Baptist Fellowship. Op 20 juni 2012 werd een zwarte predikant uit New Orleans, Fred Luther, gekozen tot voorzitter van de SBC.
De Nashvilleverklaring werd opgesteld door de Council on Biblical Manhood and Womanhood en werd in augustus 2017 gepresenteerd tijdens de jaarlijkse conferentie van de ethische commissie van de Southern Baptist Convention in Nashville. De oorspronkelijke ondertekenaars waren 150 voornamelijk conservatieve leiders vanuit het evangelisch christendom. Een Nederlandse vertaling van deze tekst is in 2019 in Nederland gepubliceerd en ondertekend door prominente conservatieve christenen zoals Kees van der Staaij, wat tot veel ophef leidde.

## Positie
Door haar forse groei drukt de Southern Baptist Convention een forse stempel op het Amerikaanse en internationale christendom. In elke staat van Amerika zijn wel gemeenten aangesloten bij het kerkgenootschap. De meerderheid is nog steeds te vinden in het zuiden. Wel zijn er in 2005 voorstellen gedaan om de naam te veranderen in North American Baptist Convention, maar deze haalden het niet. In juni 2012 besloot de jaarlijkse vergadering van de SBC met 53% van de stemmen dat individuele kerken zich voortaan Great Commission Baptists mogen noemen als alternatief.
De Southern Baptist Convention heeft ook een stevige invloed op de politiek. In veel zuidelijke staten is gokken of alcoholverkoop nog steeds verboden, vooral door de invloed van de Southern Baptists en andere evangelicale groepen.
Verschillende Amerikaanse presidenten, onder wie Bill Clinton en Jimmy Carter, hebben hun wortels in de Southern Baptist Convention-kerken.

## Statistieken
Bij de Southern Baptist Convention zijn bijna 47.000 lokale gemeentes met iets meer dan 15 miljoen leden aangesloten. Sinds 1990 neemt het ledenaantal van de baptisten per hoofd van de bevolking af. Tot en met 2006 groeide het kerkgenootschap jaarlijks in absolute aantallen; sindsdien is er sprake van krimp, en in 2011 zakte het ledenaantal onder de 16 miljoen. Curt Watke, een voormalige onderzoeker bij de kerk, gaf vier redenen voor de krimp: het onvermogen van veel kerken om nieuwe immigrantengroepen (bv. Aziaten en Latijns-Amerikanen) aan zich te binden; afname van de groei bij veel "witte" kerken, vergrijzing van het ledenbestand; en minder participatie van jongeren in het kerkleven.
Meer dan tienduizend zendelingen zijn wereldwijd uitgezonden.
| Jaar | Ledenaantal |
| ---- | ----------- |
| 1845 | 350.000     |
| 1860 | 650.000     |
| 1875 | 1.260.000   |
| 1890 | 1.240.000   |
| 1905 | 1.900.000   |
| 1920 | 3.150.000   |
| 1935 | 4.480.000   |
| 1950 | 7.080.000   |
| 1965 | 10.780.000  |
| 1980 | 13.700.000  |
| 1995 | 15.400.000  |
| 2000 | 15.900.000  |
| 2005 | 16.300.000  |
| 2010 | 16.136.044  |
| 2015 | 15.294.764  |
| 2020 | 14.089.947  |
| 2021 | 13.680.493  |

## Theologie en praktijk
De theologie van de Southern Baptist Convention loopt via de lijn van de geloofsbelijdenis van Nicea. De diensten hebben een laagdrempelig karakter met weinig of geen (formele) liturgie. Vaak bestaat een dienst uit het zingen van liederen, gebed, lezen van de Schrift, collecte, een preek en een oproep wie Jezus Christus als persoonlijk verlosser wil aannemen. De frequentie waarin het avondmaal wordt gebruikt verschilt heel erg per lokale gemeente. Meestal wordt er druivensap geschonken, en de term wijn wordt niet gebezigd, omdat het de associatie met alcohol oproept.
De Southern Baptist Convention heeft een platte organisatie. Elke gemeente is autonoom en is geen (formele) verantwoording schuldig aan een hogere kerkautoriteit. Vrouwen zijn niet toegestaan in het ambt, maar sommige gemeentes hebben toch een vrouwelijke predikant benoemd. In een aantal gevallen heeft dit ertoe geleid dat deze kerken zijn uitgesloten van deelname aan de lokale baptistenconventie.

## Afsplitsingen
In 1987 traden de meer liberale baptisten uit de SBC en stichtten de Alliance of Baptists. De gematigden traden in 1990 uit de SBC en in 1991 richtten zij de Cooperative Baptist Fellowship op. De Alliance of Baptists en de Cooperative Baptist Fellowship werken onderling samen en praktiseren een intercommunie en doen aan kanselruil. Bij beide kerkgenootschappen kunnen vrouwen het predikantschap vervullen.